# Sacar Anim
Sacar Anim (Minneapolis, 19 settembre 1997) è un cestista statunitense.